# 薩姆角
薩姆角（英語：Thumb Point），是南極洲的海岬，位於維多利亞地的斯科特海岸，屬於阿爾伯特親王山脈的一部分，由新西蘭探險隊命名，現時由南極條約體系管理。